# Martín Río
Martín Rio (ur. 14 marca 2001 w Quilmes) – argentyński piłkarz pochodzenia włoskiego występujący na pozycji środkowego pomocnika, od 2025 roku zawodnik Banfieldu.